# Potengi
Potengi là một đô thị thuộc bang Ceará, Brasil. Đô thị này có diện tích 338,723 km², dân số năm 2007 là 9278 người, mật độ 27,39 người/km².